# Neukirch/Lausitz
Neukirch/Lausitz är en kommun och ort i Landkreis Bautzen i förbundslandet Sachsen i Tyskland. Kommunen har cirka 4 800 invånare.